# 2013年云南省镇雄县山体滑坡事故
2013年云南省镇雄县山体滑坡灾害，又称“1·11镇雄山体滑坡”，是指2013年1月11日上午8时20分，云南省昭通市镇雄县果珠乡高坡村赵家沟村民组发生的特大山体滑坡事故。事故共造成46人死亡，2人受伤。房屋、牲畜、道路交通等损失共计4550余万元。

## 事故原因
据滇东北地质灾害防治专家组组长姜兴武说：

1. 滑坡区地形陡峻，坡度达35度到50度，地形条件不利于斜坡稳定，为滑坡形成提供了有效的滑移空间；
2. 滑坡区是第四纪残坡体堆积物，以粘性土为主，厚度大，自身稳定性差，是滑坡形成的内在因素；
3. 连续雨雪天气是滑坡发生的直接诱因，最近一个月，该区域持续降雨降雪，堆积物水分渗透浸泡后达到饱和，在重力作用下发生滑坡；
4. 彝良县“9·7”地震对滑坡形成也有一定影响。

但官方给出的纯属天灾、不存在人祸因素的事故报告深受当地村民与外界的广泛质疑。当地村民称专家组用不足24个小时作出的事故报告太过草率，希望能与专家“面对面辩论”。矿工王翔（化名）说：“我在高坡煤矿干了5年多，矿里什么情况我一清二楚，滑坡发生的地点，下方就是煤矿的采空区，本来有煤，但是被采空了，我非常确定。”这一说法得到在场另一名矿工的证实。1月15日，数十名遇难者家属和村民签署联名信，准备致函国家煤监局、国土资源部等单位，希望组成联合调查组，重新调查高坡村滑坡灾难。家属代表称，他们不信任云南省地质专家做出的滑坡调查结论。

## 事故过程
云南省昭通市镇雄县果珠乡高坡村赵家沟村民小组最近十来天，持续下雪，9日晚和10日更是一直下大雪。1月11日上午8点20分左右，突然发生山体滑坡、泥石流。滑坡断面垂直约500米，坡面有700—800米。
据《人民日报》报道，此次山体滑坡体长120米、宽110米、厚16米，滑坡范围共涉及16户群众、68人，其中被山体掩埋14户、46人，被掩埋房屋63间、畜厩和厕所31间、猪59头、牛5头，毁坏耕地500余亩。

## 救援
事故发生后，镇雄县林口彝族苗族鄉组织的第一支救援力量最先到达现场搜救，随后相继有30余支救援队伍前来支援，救援人员达2000余人。灾情发生４个小时，事故现场就集结了400人开展搜救，灾情发生８小时，现场已集结上千人参与搜救。11日19时20分左右，云南省省长李纪恒率领工作组到达现场指挥搜救。12日11时50分许，最后1名失踪者遗体被找到，遇难人数确认为46人，搜救工作结束。

## 遇害者名单
12日11时50分许，云南省昭通市镇雄县果珠乡高坡村赵家沟村民小组山体滑坡灾害遇难者人数最终确认为46人。经新华社记者与当地村民初步确认，46名遇难者的名单如下：

王彩华（男）、李显会（女）、陈念（女）、王啟能（男）、张世菊（女）、王婷（女）、王鹏（男）、王凯（男）、王杰（男）、王琴（女）、王彩志（男）、罗孝飞（女）、王华勇（男）、余章美（女）、王俊（男）、王华贵（男）、罗远飞（女）、王熙之（男）、王秋月（女）、苏艳玲（女）、苏青荣（女）、周邦富（男）、周本红（男）、周本华（男）、周邦会（男）、朱贵珍（女）、王世银（男）、周邦翠（女）、王兴（男）、王婷（女）、王巧（女）、王德武（男）、赵明翠（女）、王啟忠（男）、赵明全（男）、王明彩（女）、赵高琳（女）、赵高圣（男）、赵明举（男）、周邦菊（女）、赵高雄（男）、赵高超（男）、赵高凤（女）、王敏（女）、王丽（女）、王帅（男）

46名遇难者包括24名男性、22名女性，其中包括19名儿童和7名60岁以上的老人；有学生14人。

## 事故后处置
1月13日，在未经遇难者家属签字同意、部分家属没见到亲人最后一面的情况下，遇难者遗体在镇雄县殡仪馆匆忙全部火化，引起遇难者家属不满和愤怒。1月14日，鎮雄縣委、縣政府向遇難者家屬及親屬誠懇道歉，並責令縣民政局及殯儀館作出深刻的書面檢查。镇雄县“1·11”山体滑坡应急救援指挥部负责人14日介绍说，由于工作中考虑不够周全，对遇难者家属及亲属造成了伤害，县应急救援指挥部积极开展疏导和安抚工作，并代表县委、县政府向遇难者家属及亲属作出了诚恳道歉。
1月15日《潇湘晨报》发表评论文章称：“强行火化之类的工作作风，是一种人祸和权力的‘滑坡’”。